# Gornje Sinkovce
Gornje Sinkovce (cyr. Горње Синковце) – wieś w Serbii, w okręgu jablanickim, w mieście Leskovac. W 2011 roku liczyła 445 mieszkańców.